# Restio
Restio, tipični rod biljaka porodice Restionaceae. Sastoji se od 168 vrsta trajnica i rizomatskih geofita. Sve su endemi Južne Afrike, u provincijama Cape, Free State i KwaZulu-Natal. Rod je opisan 1772.
Svi članovi roda Restio imaju razgranate listove i omotače koji ostaju na listovima u čvorovima – tj. postojani su. Ali to je zapravo sve što imaju međusobno. Pripadnici roda Restio jako se razlikuju po izgledu.

## Vrste
1. Restio acockii Pillans
2. Restio adpressus (Esterh.) H.P.Linder & C.R.Hardy
3. Restio affinis (Esterh.) H.P.Linder & C.R.Hardy
4. Restio albotuberculatus H.P.Linder & C.R.Hardy
5. Restio alticola Pillans
6. Restio andreaeanus (Pillans) H.P.Linder & C.R.Hardy
7. Restio anomalus H.P.Linder
8. Restio arcuatus Mast.
9. Restio aridus Pillans
10. Restio asperus (Mast.) H.P.Linder & C.R.Hardy
11. Restio aureolus Pillans
12. Restio bifarius Mast.
13. Restio bifidus Thunb.
14. Restio bifurcus Nees ex Mast.
15. Restio bolusii Pillans
16. Restio brachiatus (Mast.) Pillans
17. Restio brunneus Pillans
18. Restio burchellii Pillans
19. Restio caespitosus (Esterh.) H.P.Linder & C.R.Hardy
20. Restio calcicola H.P.Linder & C.R.Hardy
21. Restio capensis (L.) H.P.Linder & C.R.Hardy
22. Restio capillaris Kunth
23. Restio cedarbergensis H.P.Linder
24. Restio cincinnatus Mast.
25. Restio clandestinus (Esterh.) H.P.Linder & C.R.Hardy
26. Restio coactilis Mast.
27. Restio colliculospermus H.P.Linder
28. Restio communis Pillans
29. Restio confusus Pillans
30. Restio constipatus H.P.Linder
31. Restio corneolus Esterh.
32. Restio curvibracteatus (Esterh.) H.P.Linder & C.R.Hardy
33. Restio curviramis Kunth
34. Restio cymosus (Mast.) Pillans
35. Restio debilis Nees
36. Restio decipiens (N.E.Br.) H.P.Linder
37. Restio degenerans Pillans
38. Restio dispar Mast.
39. Restio distans Pillans
40. Restio distichus Rottb.
41. Restio distractus Mast.
42. Restio distylis H.P.Linder & C.R.Hardy
43. Restio dodii Pillans
44. Restio durus (Esterh.) H.P.Linder & C.R.Hardy
45. Restio duthieae Pillans
46. Restio echinatus Kunth
47. Restio egregius Hochst.
48. Restio ejuncidus Mast.
49. Restio eleocharis Nees ex Mast.
50. Restio elsieae H.P.Linder
51. Restio esterhuyseniae Pillans
52. Restio exilis Mast.
53. Restio femineus (Esterh.) H.P.Linder & C.R.Hardy
54. Restio festuciformis Nees ex Mast.
55. Restio filicaulis Pillans
56. Restio filiformis Poir.
57. Restio fourcadei Pillans
58. Restio fragilis Esterh.
59. Restio fraternus Kunth
60. Restio fuscidulus Pillans
61. Restio fusiformis Pillans
62. Restio gaudichaudianus Kunth
63. Restio gossypinus Mast.
64. Restio harveyi Mast.
65. Restio helenae Mast.
66. Restio hyalinus (Mast.) H.P.Linder & C.R.Hardy
67. Restio hystrix Mast.
68. Restio implicatus Esterh.
69. Restio impolitus Kunth
70. Restio inconspicuus Esterh.
71. Restio ingens Esterh.
72. Restio insignis Pillans
73. Restio inveteratus Esterh.
74. Restio involutus Pillans
75. Restio karooicus (Esterh.) H.P.Linder & C.R.Hardy
76. Restio laniger Kunth
77. Restio leptoclados Mast.
78. Restio leptostachyus Kunth
79. Restio levynsiae (Pillans) H.P.Linder & C.R.Hardy
80. Restio longiaristatus (Pillans ex H.P.Linder) H.P.Linder & C.R.Hardy
81. Restio luxurians (Pillans) H.P.Linder & C.R.Hardy
82. Restio macer Kunth
83. Restio marlothii Pillans
84. Restio micans Nees
85. Restio miser Kunth
86. Restio mkambatiae H.P.Linder
87. Restio monanthos Mast.
88. Restio monostylis (Pillans) H.P.Linder & C.R.Hardy
89. Restio montanus Esterh.
90. Restio muirii (Pillans) H.P.Linder & C.R.Hardy
91. Restio multiflorus Spreng.
92. Restio nanus (Esterh.) H.P.Linder & C.R.Hardy
93. Restio nodosus Pillans
94. Restio nubigenus (Esterh.) H.P.Linder & C.R.Hardy
95. Restio nudiflorus (Pillans) H.P.Linder & C.R.Hardy
96. Restio nuwebergensis Esterh.
97. Restio obscurus Pillans
98. Restio occultus (Mast.) Pillans
99. Restio ocreatus Kunth
100. Restio pachystachyus Kunth
101. Restio paludicola H.P.Linder
102. Restio paludosus Pillans
103. Restio paniculatus Rottb.
104. Restio papillosus (Esterh.) H.P.Linder & C.R.Hardy
105. Restio papyraceus Pillans
106. Restio parthenocarpos H.P.Linder
107. Restio parvispiculus H.P.Linder & C.R.Hardy
108. Restio patens Mast.
109. Restio peculiaris Esterh.
110. Restio pedicellatus Mast.
111. Restio perplexus Kunth
112. Restio perseverans Esterh.
113. Restio pillansii H.P.Linder
114. Restio praeacutus Mast.
115. Restio pratensis (Esterh.) H.P.Linder & C.R.Hardy
116. Restio pulcher (Esterh.) H.P.Linder & C.R.Hardy
117. Restio pulvinatus Esterh.
118. Restio pumilus Esterh.
119. Restio purpurascens Nees ex Mast.
120. Restio pygmaeus Pillans
121. Restio quadratus Mast.
122. Restio quinquefarius Nees
123. Restio ramosissimus H.P.Linder & C.R.Hardy
124. Restio rarus Esterh.
125. Restio rigidus (Mast.) H.P.Linder & C.R.Hardy
126. Restio rigoratus (Mast.) H.P.Linder & C.R.Hardy
127. Restio rivulus (Esterh.) H.P.Linder & C.R.Hardy
128. Restio rottboellioides Kunth
129. Restio rudolfii H.P.Linder & C.R.Hardy
130. Restio rupicola Esterh.
131. Restio sabulosus Pillans
132. Restio saroclados Mast.
133. Restio saxatilis (Esterh.) H.P.Linder & C.R.Hardy
134. Restio scaber Mast.
135. Restio scaberulus N.E.Br.
136. Restio schoenoides Kunth
137. Restio secundus (Pillans) H.P.Linder
138. Restio sejunctus Mast.
139. Restio setiger Kunth
140. Restio sieberi Kunth
141. Restio similis Pillans
142. Restio singularis Esterh.
143. Restio sporadicus (Esterh.) H.P.Linder & C.R.Hardy
144. Restio stereocaulis Mast.
145. Restio stokoei Pillans
146. Restio strictus N.E.Br.
147. Restio strobilifer Kunth
148. Restio subtilis Nees ex Mast.
149. Restio subverticillatus (Steud.) Mast.
150. Restio tenuispicatus H.P.Linder & C.R.Hardy
151. Restio tenuissimus Kunth
152. Restio tetragonus Thunb.
153. Restio triflorus Rottb.
154. Restio triticeus Rottb.
155. Restio tuberculatus Pillans
156. Restio uniflorus H.P.Linder
157. Restio unispicatus (H.P.Linder) H.P.Linder & C.R.Hardy
158. Restio vallis-simius H.P.Linder
159. Restio verrucosus Esterh.
160. Restio versatilis H.P.Linder
161. Restio vilis Kunth
162. Restio villosus H.P.Linder & C.R.Hardy
163. Restio vimineus Rottb.
164. Restio virgeus Mast.
165. Restio wallichii Mast.
166. Restio wittebergensis (Esterh.) H.P.Linder & C.R.Hardy
167. Restio zuluensis H.P.Linder
168. Restio zwartbergensis Pillans